# Gazella cuvieri
La gazzella di Cuvier (Gazella cuvieri Ogilby, 1841), nota anche come edmi, è una gazzella diffusa in Algeria, Marocco e Tunisia. Dal momento che vive in habitat parzialmente boscosi, è una delle gazzelle dal manto più scuro. Talvolta, insieme ad altre due specie, la gazzella subgutturosa e la gazzella bianca, viene posta in un sottogenere a parte, Trachelocele. In natura è divenuta molto rara e ne rimangono solamente 2000 esemplari.

## Descrizione
La gazzella di Cuvier misura 95–105 cm di lunghezza, 60–80 cm di altezza al garrese e pesa 15–35 kg. Rispetto ad altre specie africane presenta una pelliccia più fitta, abbastanza lunga e di colore tendente al grigio-brunastro. La fronte è bruno-rossastra delimitata da due strisce bianco-crema, dalla fronte al naso; una macchia nasale sfumata e le strisce, dagli occhi al muso, sono nerastre. I fianchi sono più chiari e sfumano in una banda laterale bruno scura che delimita nettamente il ventre candido; possiede arti più chiari e giallastri e natiche orlate nettamente di nero. Le corna, lunghe 25–37 cm, hanno sezione ovale con 12-17 anelli; si incurvano all'indietro con punte rivolte in alto e all'interno.

## Distribuzione e habitat
La gazzella di Cuvier vive sulla Catena dell'Atlante, nell'Africa nord-occidentale. Occupa vari tipi di terreno, sebbene prediliga colline e altopiani con suoli sabbiosi o sassosi. Si incontra anche nelle zone di foresta secondaria e nelle rigogliose foreste di pini. Durante le prime ore della mattinata e nelle ore serali, abbandona le montagne per andare a pascolare nelle praterie sottostanti. Nel pomeriggio, si ritira nuovamente nelle foreste montane, cercando un luogo abbastanza fresco in cui trascorrere la giornata.

## Biologia

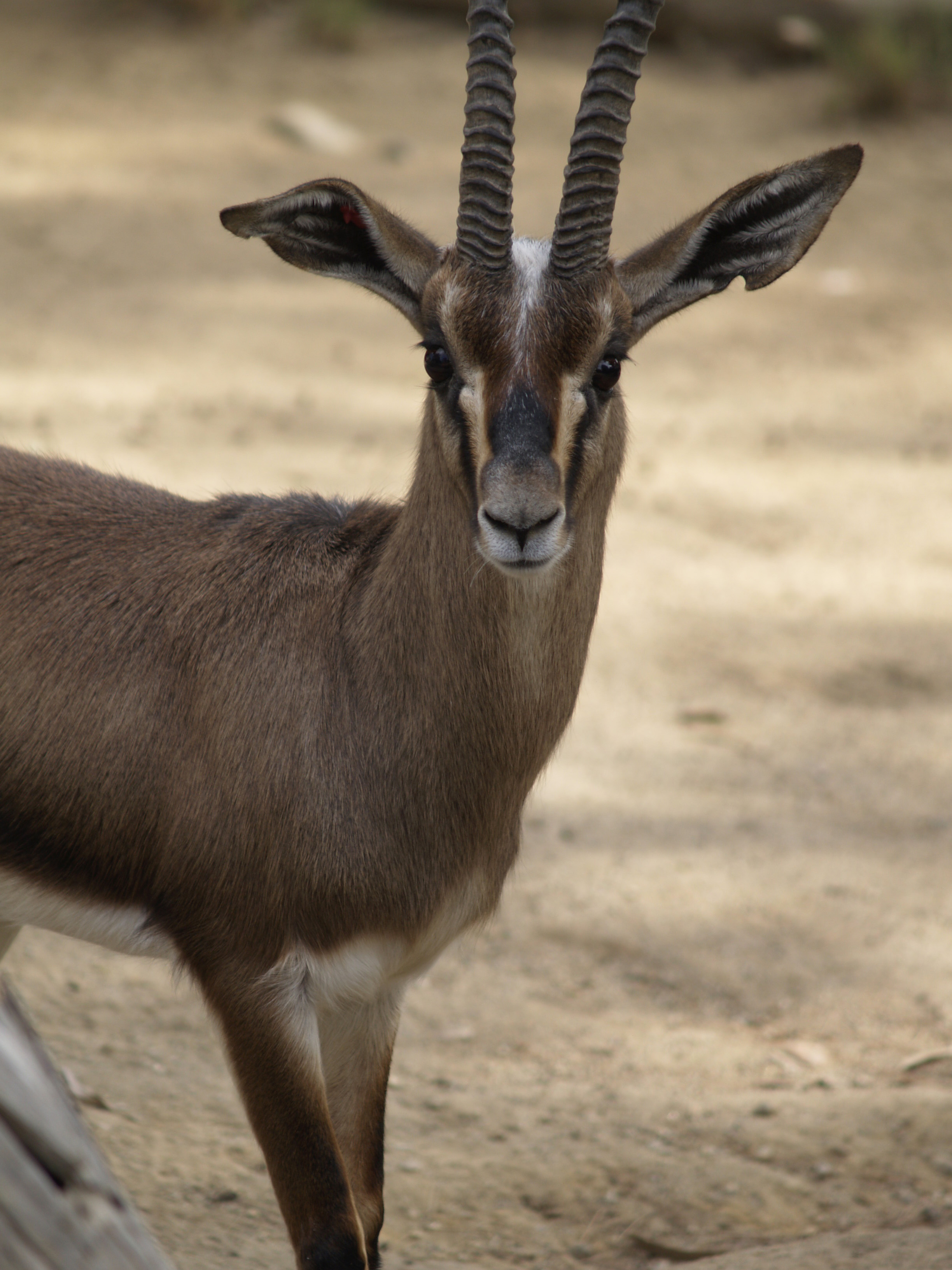
Gazzella di Cuvier.

La gazzella di Cuvier tende a vivere, durante la stagione degli amori, in gruppi di circa 3-4 esemplari, ma generalmente non più numerosi di 8 capi. I gruppi tendono a essere composti solo da un maschio e da due o tre femmine con due piccoli al massimo. Durante la stagione degli amori, i maschi dominanti cacciano via dal gruppo i maschi più giovani, che si radunano insieme a costituire gruppi di scapoli. Le femmine, successivamente, abbandonano il gruppo per andare a partorire altrove. Dopo il parto, esse si ricongiungono al branco, così come i giovani scapoli, e il gruppo rimane così unito fino alla stagione degli amori successiva.
La principale arma di difesa di questi animali sono i loro riflessi. Quando avvertono una presenza estranea, emettono un segnale d'allarme alzando e abbassando la coda e saltellando sul posto con tutte e quattro le zampe sollevate, all'unisono. È da ricordare, comunque, che quella di Cuvier è una delle gazzelle più veloci: può infatti raggiungere gli 80 km/h, mantenendo questa velocità per lunghe distanze.
Le gazzelle di Cuvier si accoppiano in inverno e partoriscono agli inizi della primavera, dopo un periodo di gestazione di circa 160 giorni. Prima di partorire, la madre si separa dal branco e in seguito, dopo la nascita, nasconde il piccolo nel fitto sottobosco, lontano dalla mandria, visitandolo ogni tanto per allattarlo. Questo avviene durante il primo mese di vita, fin quando il piccolo non è in grado di nutrirsi di vegetali, sebbene necessiti ancora del latte della madre.
La gazzella di Cuvier è una delle poche gazzelle che hanno frequentemente parti gemellari (40,5%): quando il piccolo è uno solo, alla nascita pesa in media 2,99 kg, mentre quando il parto è gemellare, entrambi i piccoli pesano circa 2,85 kg. Dieci giorni dopo aver partorito, le femmine possono accoppiarsi di nuovo, sì da poter partorire, entro un solo anno, due nuove generazioni. Le femmine divengono sessualmente mature prima delle 27 settimane di vita e possono partorire per la prima volta prima di aver compiuto 70 settimane di età.
La dieta della gazzella di Cuvier comprende solamente foglie, erba e altri vegetali. Ogni giorno questi animali ingeriscono grandi quantità di fogliame, per poi andare alla ricerca di un luogo fresco per finire di masticare il bolo, la massa di cibo semidigerito rigurgitata dallo stomaco per essere masticata una seconda volta per un'ulteriore digestione.

## Conservazione
Motivo principale del declino della gazzella di Cuvier è stata la caccia incontrollata per ricavare pelli, carne e trofei. Già negli anni '30 era già considerata una delle gazzelle più rare del mondo, ma venne dichiarata specie protetta solamente negli anni '60. Perfino ora che la caccia è proibita, le popolazioni di questo animale stentano ad aumentare di numero, a causa degli agricoltori locali che ne distruggono l'habitat per farne terra da pascolo e della competizione con pecore e capre domestiche.
Un tempo considerata estinta in natura, si ritiene che di questa specie ne rimangano meno di 2000 esemplari, sparsi in piccoli gruppetti sulla Catena dell'Atlante. La maggior parte degli esemplari vive nelle aree protette della Tunisia, ma in Marocco e Algeria molti di questi animali devono ancora competere per il cibo con il bestiame domestico. Uno dei più importanti rifugi per questa specie è il Parco nazionale di Djebel Chambi, dove vive la popolazione tunisina più numerosa.